# إغناثيو غوميز خاراميو
إغناثيو غوميز خاراميو (بالإسبانية: Ignacio Gómez Jaramillo)‏ هو رسام كولومبي، ولد في 30 ديسمبر 1910، وتوفي في 12 يوليو 1970.